# Észt Repülési Múzeum

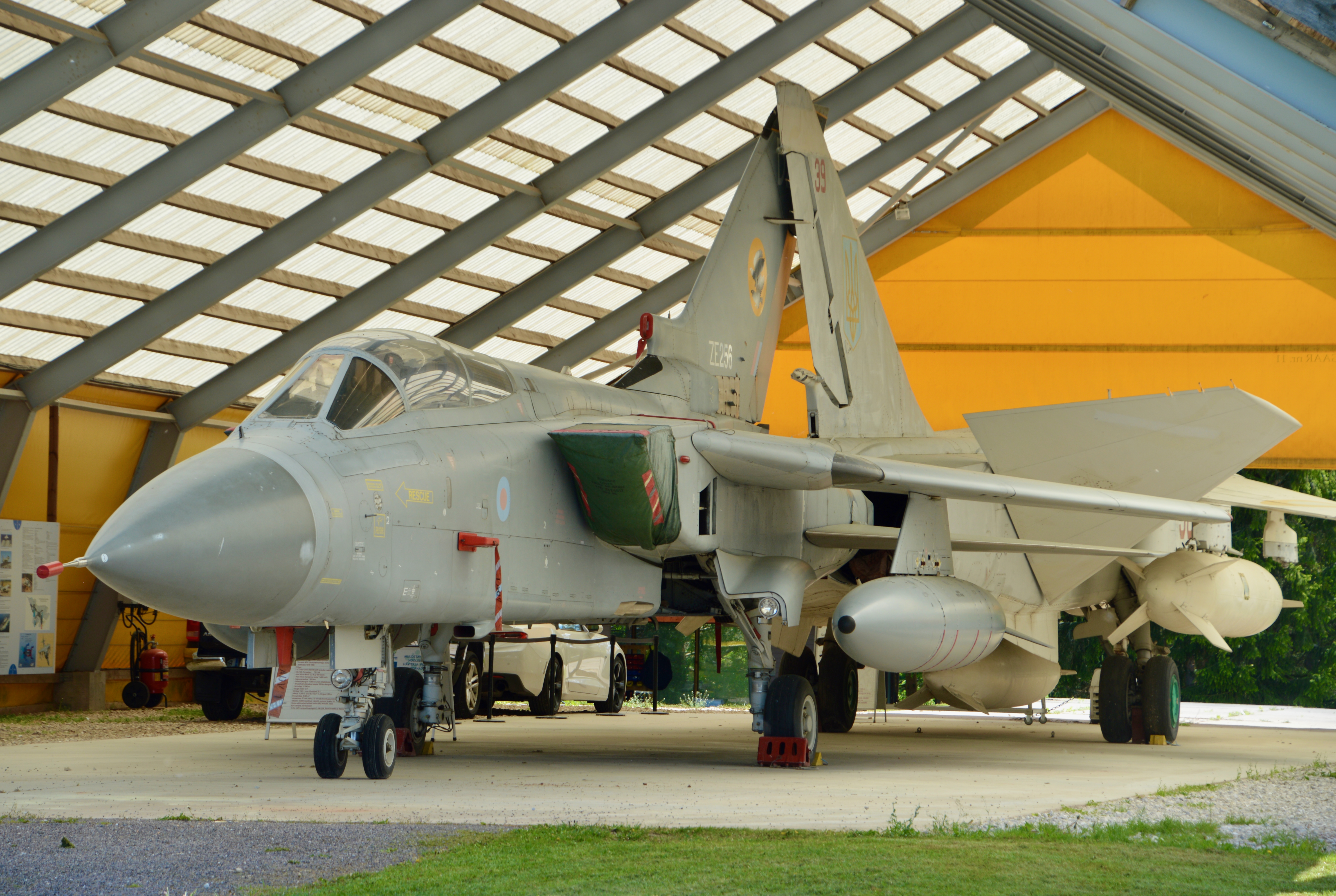
Német Tornado F.3, mögötte egy ukrán Szu–24

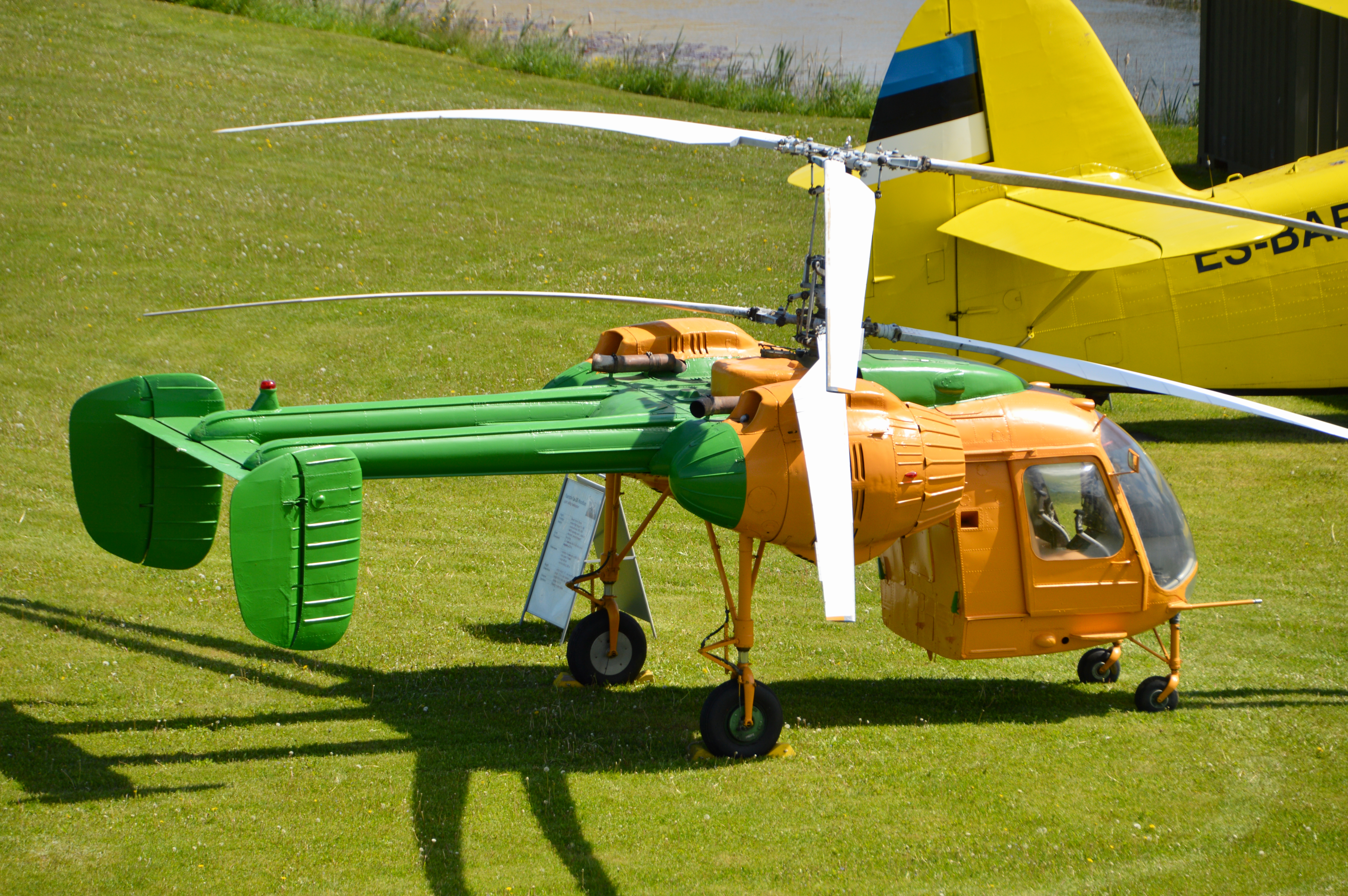
Egykor Magyarországon használt Ka–26-os helikopter

Az Észt Repülési Múzeum (észtül: Eesti Lennundusmuuseum) Észtországban, Tartutól 15 km-re délre, Lange falu mellett található repülési múzeum. 1999-ben alapították és 2002-ben nyitották meg. Gyűjteményébe repülőgépek, helikopterek, motorok és hajtóművek, légvédelmi eszközök tartoznak és egy jelentős repülőgépmakett-gyűjteménnyel is rendelkezik.
A múzeumot az azonos nevű alapítvány (Eesti Lennundusmuuseum SA) működteti, fejlesztését az EAS és az Európai Unió Támogatási Alapja is támogatta. Emellett az észt kulturális és a védelmi minisztérium, valamint közintézmények és helyi vállalkozások is támogatják.

## Története
A múzeumot magánkezdeményezésként hozták létre 1999 decemberében. Alapítója, és azóta vezetője is Mati Meos észt mérnök és politikus. 2002. június 14-én nyitották meg a látogatók előtt. Azóta több lépcsőben fejlődött és bővült, ennek során nőtt a kiállított repülőeszközök száma és fedett kiállítóhelyek létesültek. 2006-tól a kisméretű repülőtérrel is rendelkező múzeum területén rendezik meg minden év június elején az Észt Repülőnapot (Eesti lennupäev), amely 2016-ban már 13 ezer nézőt vonzott.

## Gyűjtemény

### Gyakorló és kiképző repülőgépek
- PZL–104 Wilga
- PZL TS–11 Iskra
- L–29 Delfín
- L–39 Albatros
- Hawk HW–326

### Vadászrepülőgépek
- F–104 ASA Starfighter (Olasz Légierő)
- MiG–21bisz (Lengyel Légierő)
- J35 Draken
- MiG–23MLD
- JA 37 Viggen

### Felderítő repülőgépek
- Mirage III RS
- MiG–25RPSZ
- Jak–28PP

### Vadászbombázó repülőgépek
- Saab 32 Lansen
- Panavia Tornado F.3
- Szu–22
- Szu–24

### Utasszállító repülőgépek
- Tu–134A–3
- Jak–40
- An–2P
- Aero Commander 680 FL
- Saab 340
- Piper PA–23

### Helikopterek
- Mi–2
- Mi–2RL
- Mi–8
- Robinson R22
- Robinson R44
- Schweizer S–300
- Ka–26

### Vitorlázó repülőgépek
- L–13 Blaník
- LAK–12 Lietuva